# ФК Волунтари
Волунтари (на румънски: FC Voluntari) е румънски футболен клуб от едноименния град Волунтари, Илфов, Румъния, основан през 2010 г. През 2015 г. тимът влиза за пръв път в историята си в Лига I, но остава в нея само един сезон.

## Успехи
- Лига I (1 ниво)
  - 9-о място (1): 2016/17
- Купа на Румъния
  -  Носител (1): 2016/17
- Суперкупа на Румъния
  -  Носител (1): 2017
- Лига II (2 ниво)
  -  Шампион (1): 2015
- Лига III (3 ниво)
  -  Шампион (1): 2013/14
- Лига IV (4 ниво)
  -  Второ място (1): 2012/13

## Български футболисти
- Венелин Филипов: 2016/18 (52 мача - 0 гола)
- Антони Иванов: 2021 - наем (17 мача - 3 гола)
- Божидар Митрев: 2019/20 (15 мача - 0 гола)